# Sveriges Radio P3
Sveriges Radio P3 (Program 3) est l'une des quatre principales stations de la radio publique suédoise Sveriges Radio. Elle cible un public jeune (15-35 ans) avec des programmes majoritairement musicaux, humoristiques et traitant des loisirs, la rendant similaire au Mouv' en France.
La radio se décline également en sous-stations sur Internet avec P3 Street (hip-hop), P3 Star, P3 Rockster (rock) et P3 Svea (musique suédoise uniquement).